# Oleg Peškov
Oleg Anatolevič Peškov (in russo Олег Анатольевич Пешков?; sovente citato anche con la trasl. angl. come Oleg Peshkov; Kosicha, 3 agosto 1970 – Gebel dei Turcomanni, 24 novembre 2015) è stato un aviatore e militare russo.

## Biografia

### I primi anni
Nato il 3 agosto 1970 nel villaggio di Kosicha, nel Territorio dell'Altaj allora RSFS Russa, ancora giovanissimo si trasferì con la famiglia a Ust-Kamenogorsk (odierna Öskemen, in Kazakistan), ove si diplomò nel 1985 presso la locale scuola secondaria. Successivamente diplomatosi con lode presso la Scuola militare "Suvorov" di Sverdlovsk (od. Ekaterinburg), frequenta infine la Scuola militare aeronautica avanzata per piloti intitolata a "S.I. Gricevec" di Char'kov (od. Charkiv, in Ucraina) dalla quale si licenzia col brevetto di pilota militare.

### Carriera in aeronautica
Peškov venne quindi destinato inizialmente a prestare servizio come pilota istruttore di MiG-21, con base presso l’aeroporto militare di Kant, nella RSS Chirghisa; successivamente, dal 1992 al 1998 è di stanza presso il presidio aeronautico di Vozžaevka (Belogorskij rajon, Oblast' dell'Amur) come parte del reggimento dell'aviazione da ricognizione per poi essere trasferito nel Territorio del Litorale in qualità di comandante di squadriglia. 
Nell'agosto 2008 prende parte alla guerra russo-georgiana nell'Ossezia del Sud. L'anno successivo è a capo del servizio di sicurezza del volo presso il 4º Centro di addestramento al combattimento e alla riqualificazione del personale, con sede a Lipeck. Pilota esperto, ha totalizzato oltre 1700 ore di volo pilotando aerei quali L-39, MiG-21, Su-24 e Su-34.

### Abbattimento e uccisione

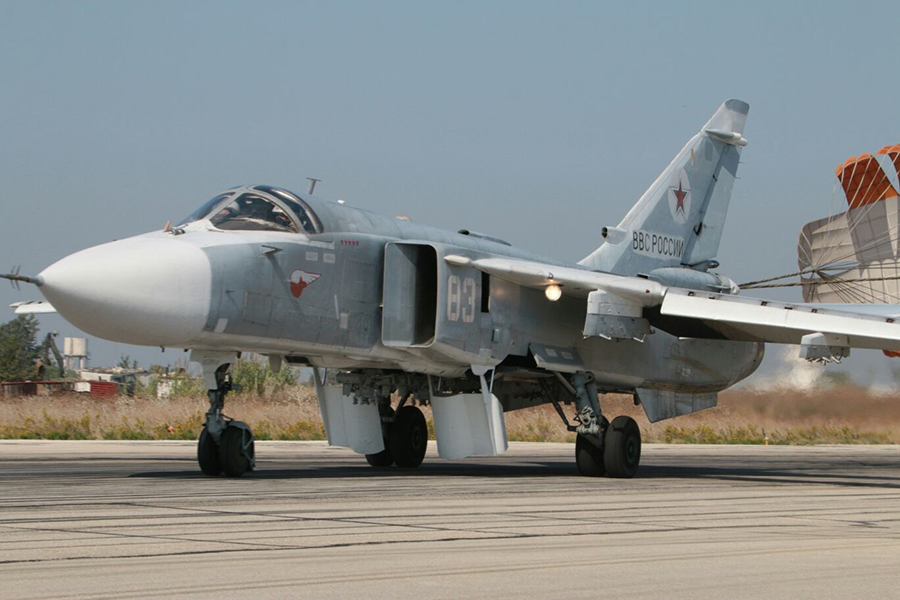
Il Su-24M (n. 83 bianco) pilotato da Peškov e Murachtin qui fotografo due settimane prima dell’abbattimento

Tracciati di volo approssimativi secondo le versione turca e quella russa

Nell’ambito dell’intervento militare russo in Siria, durante la guerra civile che imperversava nel Paese mediorientale, il ten. col. pil. Oleg Peškov e il cap. nav. Konstantin Murachtin, ai comandi di un cacciabombardiere tipo Su-24M (n. 83 bianco) del contingente russo, alzatisi in volo dall’aeroporto militare di Khmeimim per una missione d'interdizione al suolo, furono abbattuti da un F-16C turco per aver sconfinato dallo spazio aereo siriano nonostante i ripetuti avvertimenti. 

### Tentativo di ricerca e salvataggio
A seguito dell'abbattimento, dopo essersi eiettati entrambi, Peškov fu ucciso mentre scendeva col paracadute e il suo corpo fu mostrato in un video diffuso su internet dai ribelli.
Il vicecomandante della Brigata Turcomanna, identificato come Alparslan Çelik, cittadino turco e membro dei Lupi Grigi, dichiarò di aver ucciso entrambi i membri dopo essersi paracadutati, mentre il governo turco li riteneva ancora in vita.
Nel frattempo, due elicotteri Mi-8 furono inviati in missione di ricerca e salvataggio nel tentativo di recuperare ed esfiltrate l'equipaggio ma uno di essi venne abbattuto dai ribelli filo-turchi uccidendo anche il fante di marina Aleksandr Pozynič delle forze speciali russe.
L'Esercito Siriano Libero rivendicò successivamente di aver distrutto l'elicottero abbandonato utilizzando un missile anticarro tipo BGM-71 TOW.

### Rimpatrio della salma e funerali di Stato

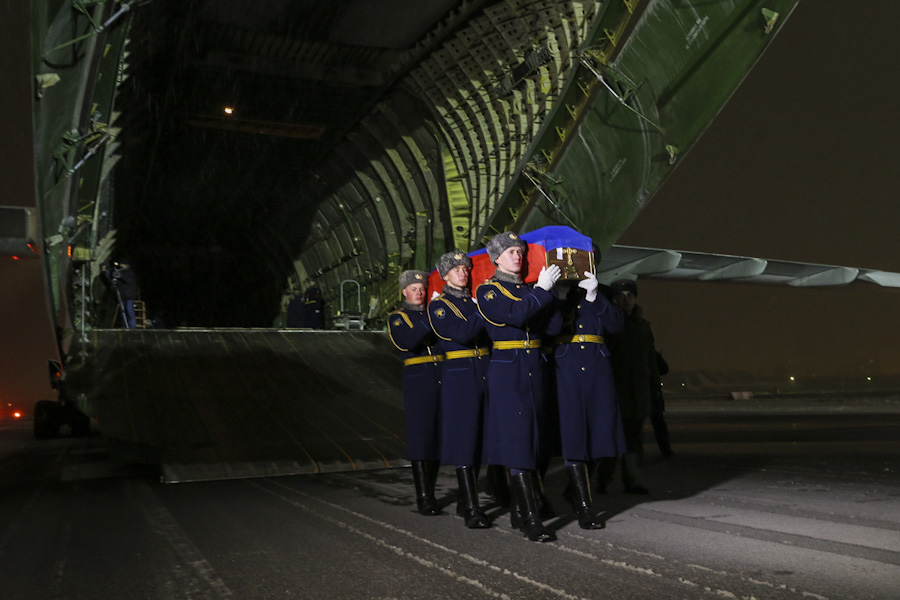
La salma al suo rimpatrio

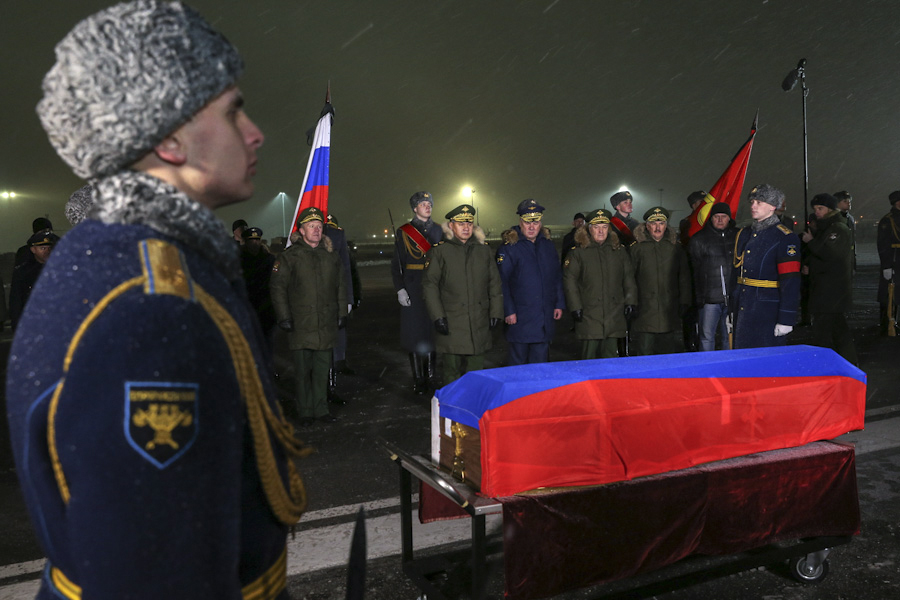
Il rimpatrio della salma di Oleg Peškov presso l'aeroporto russo di Čkalovskij

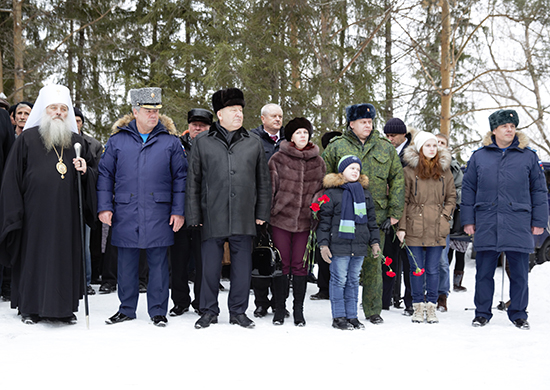
Inaugurazione della targa commemorativa

Il 25 novembre, il governo turco, per tramite del primo ministro Ahmet Davutoğlu, affermò che la salma del pilota del Su-24 era stata recuperata e portata ad Hatay, nel sud del Paese, senza però divulgare le circostanze del recupero del corpo.
Il 29 il corpo del pilota venne trasferito in un ospedale militare di Ankara e il giorno successivo giunse quindi all'aeroporto militare di Čkalovskij (vicino a Ščëlkovo), nell'Oblast' di Mosca, accolto dal picchetto d'onore, dal ministro della difesa russo Sergej Šojgu e dal comandante delle Forze aerospaziali della Russia, il colonnello generale Viktor Bondarev. 
Il funerale di Peškov si tenne nella città di Lipeck alla presenza di circa 10.000 persone e i suoi resti tumulati nel viale centrale cimitero cittadino.

## Cinematografia
- Nebo (film)